# Frederick B. Fancher
Frederick Bartlett Fancher, född 2 april 1852 i Orleans County, New York, död 10 januari 1944 i Los Angeles, var en amerikansk republikansk politiker. Han var guvernör i delstaten North Dakota 1899–1901.
Fancher var verksam inom försäkringbranschen och jordbrukssektorn. Han var ordförande för North Dakotas konstitutionskonvent av år 1889. Fancher efterträdde 1899 Joseph M. Devine som guvernör. Efter två år som guvernör i North Dakota flyttade Fancher till Kalifornien där han var verksam som affärsman inom partihandeln.
Fanchers grav finns på East Lawn Memorial Park i Sacramento.